# 胡格尔芬
胡格尔芬是德国巴伐利亚州的一个市镇。总面积24.36平方公里，总人口2565人，其中男性1293人，女性1272人（2011年12月31日），人口密度105人/平方公里。